# Erizada lichenaria
Erizada lichenaria är en fjärilsart som beskrevs av Walker 1865. Erizada lichenaria ingår i släktet Erizada och familjen trågspinnare. Inga underarter finns listade i Catalogue of Life.